# M4 Project
「M4 Project」とは、ドイツのアマチュア暗号解読家がインターネット上で立ち上げた分散コンピューティングの共同プロジェクトで、第二次世界大戦中の未解読のままになっているエニグマの暗号文を総当り方式で解読するプロジェクトである。

## 成果
2006年2月、暗号文の一つの解読に成功した。3月には2つ目の暗号文の解読にも成功している。2013年1月に残る3つ目の解読に成功した。